# Beaumont-en-Véron
Pour les articles homonymes, voir Beaumont et Véron.
Beaumont-en-Véron est une commune française située près de Chinon dans le département d'Indre-et-Loire, en région Centre-Val de Loire.

## Géographie

### Localisation
Beaumont-en-Véron est une commune d'Indre-et-Loire bordée par la Vienne, située dans le canton de Chinon, entre Bourgueil et Chinon, à 25 km de Saumur, 50 km de Tours et 70 km d’Angers.
|                          | Avoine            | Huismes |
| Savigny-en-Véron         | Beaumont-en-Véron | Chinon  |
| Saint-Germain-sur-Vienne | Cinais            |         |

### Hydrographie

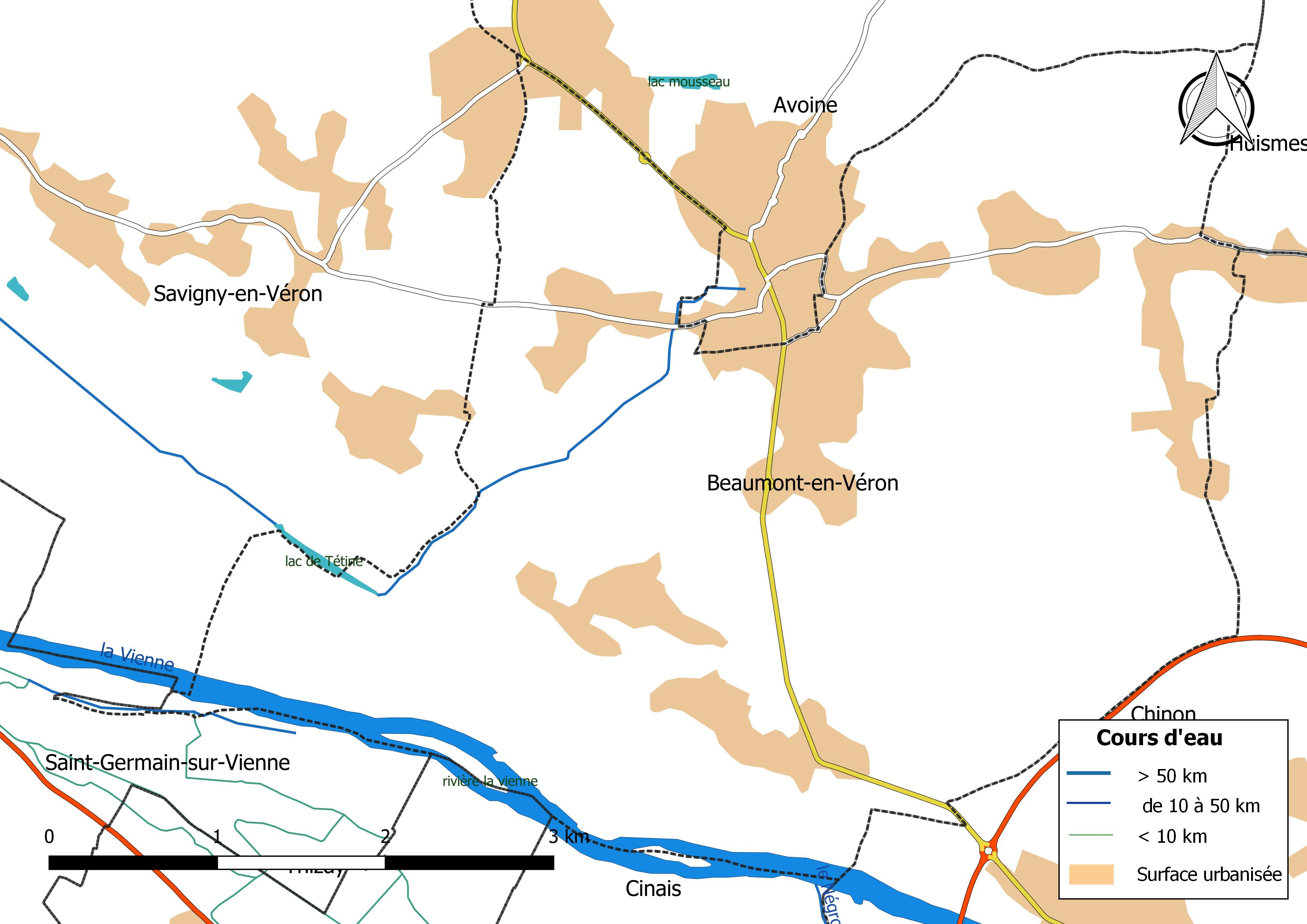
Réseau hydrographique de Beaumont-en-Véron.

La commune est bordée sur son flanc sud par la Vienne (2,86 km), qui constitue la limite communale. Le réseau hydrographique communal, d'une longueur totale de 6,91 km, comprend en outre deux petits cours d'eau,.
La Vienne, d'une longueur totale de 363,3 km, prend sa source sur le plateau de Millevaches, dans la Creuse, à une altitude de 859 m et se jette dans la Loire à Candes-Saint-Martin, à 30 m d'altitude, après avoir traversé 96 communes. La station de Chinon permet de caractériser les paramètres hydrométriques de la Vienne. Le débit mensuel moyen (calculé sur 10 ans pour cette station) varie de 49 m3/s au mois d'août  à 352 m3/s au mois de février. Le débit instantané maximal observé sur cette station est de 1 610 m3/s le 2 juin 2016, la hauteur maximale relevée a été de 5,39 m le 4 mars 2007,.
Sur le plan piscicole, la Vienne est classée en deuxième catégorie piscicole. Le groupe biologique dominant est constitué essentiellement de poissons blancs (cyprinidés) et de carnassiers (brochet, sandre et perche).

### Climat
Pour des articles plus généraux, voir Climat du Centre-Val de Loire et Climat d'Indre-et-Loire.
En 2010, le climat de la commune est de type climat océanique altéré, selon une étude du CNRS s'appuyant sur une série de données couvrant la période 1971-2000. En 2020, Météo-France publie une typologie des climats de la France métropolitaine dans laquelle la commune est toujours exposée à un climat océanique altéré et est dans la région climatique Moyenne vallée de la Loire, caractérisée par une bonne insolation (1 850 h/an) et un été peu pluvieux.
Pour la période 1971-2000, la température annuelle moyenne est de 11,5 °C, avec une amplitude thermique annuelle de 14,5 °C. Le cumul annuel moyen de précipitations est de 678 mm, avec 10,4 jours de précipitations en janvier et 6,5 jours en juillet. Pour la période 1991-2020, la température moyenne annuelle observée sur la station météorologique de Météo-France la plus proche, sur la commune de Savigny-en-Véron à 3 km à vol d'oiseau, est de 12,6 °C et le cumul annuel moyen de précipitations est de 637,8 mm,. Pour l'avenir, les paramètres climatiques de la commune estimés pour 2050 selon différents scénarios d'émission de gaz à effet de serre sont consultables sur un site dédié publié par Météo-France en novembre 2022.
| Mois                                  | jan.           | fév.           | mars           | avril         | mai           | juin          | jui.          | août           | sep.         | oct.          | nov.            | déc.           | année      |
| ------------------------------------- | -------------- | -------------- | -------------- | ------------- | ------------- | ------------- | ------------- | -------------- | ------------ | ------------- | --------------- | -------------- | ---------- |
| Température minimale moyenne (°C)     | 2,8            | 2,4            | 4,2            | 6,1           | 9,6           | 12,6          | 14            | 13,8           | 10,7         | 8,7           | 5,2             | 3,1            | 7,8        |
| Température moyenne (°C)              | 5,7            | 6,2            | 9              | 11,6          | 15,1          | 18,5          | 20,3          | 20,2           | 16,7         | 13,2          | 8,8             | 6,1            | 12,6       |
| Température maximale moyenne (°C)     | 8,5            | 9,9            | 13,8           | 17            | 20,6          | 24,4          | 26,5          | 26,6           | 22,8         | 17,7          | 12,3            | 9              | 17,4       |
| Record de froid (°C) date du record   | −14,8 07.01.09 | −12,7 12.02.12 | −10,4 01.03.05 | −2,8 04.04.22 | −0,7 03.05.21 | 2,6 01.06.06  | 5,4 10.07.04  | 4,5 29.08.1995 | 1,1 21.09.12 | −5 30.10.1997 | −8,7 24.11.1998 | −10 30.12.1996 | −14,8 2009 |
| Record de chaleur (°C) date du record | 16,9 01.01.23  | 22,8 27.02.19  | 25,7 31.03.21  | 29,9 20.04.18 | 33,6 27.05.05 | 41,5 29.06.19 | 41,7 25.07.19 | 40,3 10.08.03  | 36 14.09.20  | 31,7 02.10.23 | 23,5 07.11.15   | 18,6 07.12.00  | 41,7 2019  |
| Précipitations (mm)                   | 57,9           | 44,8           | 46,2           | 52,4          | 52            | 45,6          | 49,2          | 44,1           | 49,8         | 63,8          | 67,3            | 64,7           | 637,8      |

## Urbanisme

### Typologie
Au 1er janvier 2024, Beaumont-en-Véron est catégorisée commune rurale à habitat dispersé, selon la nouvelle grille communale de densité à sept niveaux définie par l'Insee en 2022.
Elle appartient à l'unité urbaine de Beaumont-en-Véron, une agglomération intra-départementale regroupant deux  communes, dont elle est ville-centre,,. Par ailleurs la commune fait partie de l'aire d'attraction de Chinon, dont elle est une commune de la couronne,. Cette aire, qui regroupe 20 communes, est catégorisée dans les aires de moins de 50 000 habitants,.

### Occupation des sols
L'occupation des sols de la commune, telle qu'elle ressort de la base de données européenne d’occupation biophysique des sols Corine Land Cover (CLC), est marquée par l'importance des territoires agricoles (67,4 % en 2018), en diminution par rapport à 1990 (68,8 %). La répartition détaillée en 2018 est la suivante : 
zones agricoles hétérogènes (20,4 %), terres arables (18,7 %), cultures permanentes (17 %), zones urbanisées (15 %), forêts (13,8 %), prairies (11,2 %), eaux continentales (3 %), zones industrielles ou commerciales et réseaux de communication (0,8 %). L'évolution de l’occupation des sols de la commune et de ses infrastructures peut être observée sur les différentes représentations cartographiques du territoire : la carte de Cassini (XVIIIe siècle), la carte d'état-major (1820-1866) et les cartes ou photos aériennes de l'IGN pour la période actuelle (1950 à aujourd'hui).

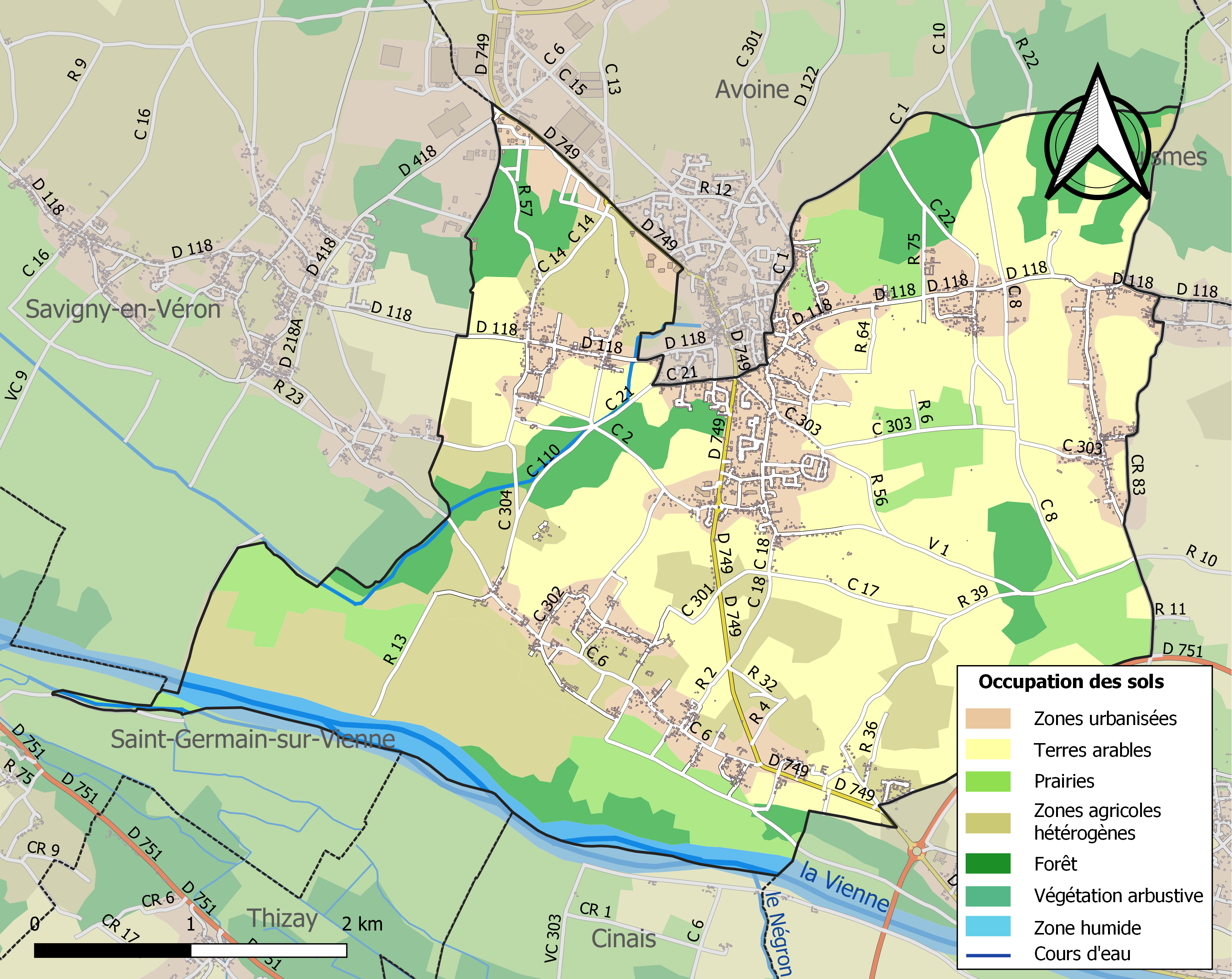
Carte des infrastructures et de l'occupation des sols de la commune en 2018 (CLC).

### Projets d'aménagement
En février 2025, la start-up Newcleo a initié l'acquisition de terrains sur la commune de Beaumont-en-Véron à proximité de la centrale nucléaire de Chinon, pour y implanter un démonstrateur de réacteur modulaire avancé (AMR) de type réacteur rapide à plomb liquide (LFR-AS-30, 30 MWe) et une ligne pilote de fabrication de combustible nucléaire. Prévu pour une mise en service d'ici 2031, ce projet, d’un coût estimé à 1,2 milliard d'euros, pourrait modifier l'occupation des sols en augmentant la part des zones industrielles. Il est soumis à un débat public organisé par la Commission nationale du débat public (CNDP) pour évaluer ses impacts environnementaux, socio-économiques et de sûreté.

### Risques majeurs
Le territoire de la commune de Beaumont-en-Véron est vulnérable à différents aléas naturels : météorologiques (tempête, orage, neige, grand froid, canicule ou sécheresse), inondations, feux de forêts, mouvements de terrains et séisme (sismicité faible). Il est également exposé à deux risques technologiques, la rupture d'un barrage et le risque nucléaire. Un site publié par le BRGM permet d'évaluer simplement et rapidement les risques d'un bien localisé soit par son adresse soit par le numéro de sa parcelle.

#### Risques naturels
Certaines parties du territoire communal sont susceptibles d’être affectées par le risque d’inondation par débordement de cours d'eau, notamment le Négron, la Vienne. Ainsi, la commune a été reconnue en état de catastrophe naturelle au titre des dommages causés par les inondations et coulées de boue survenues en 1982, 1993, 1999 et 2013,.
Pour anticiper une remontée des risques de feux de forêt et de végétation vers le nord de la France en lien avec le dérèglement climatique, les services de l’État en région Centre-Val de Loire (DREAL, DRAAF, DDT) avec les SDIS ont réalisé en 2021 un atlas régional du risque de feux de forêt, permettant d’améliorer la connaissance sur les massifs les plus exposés. La commune, étant pour partie dans le massif de Véron, est classée au niveau de risque 2, sur une échelle qui en comporte quatre (1 étant le niveau maximal).

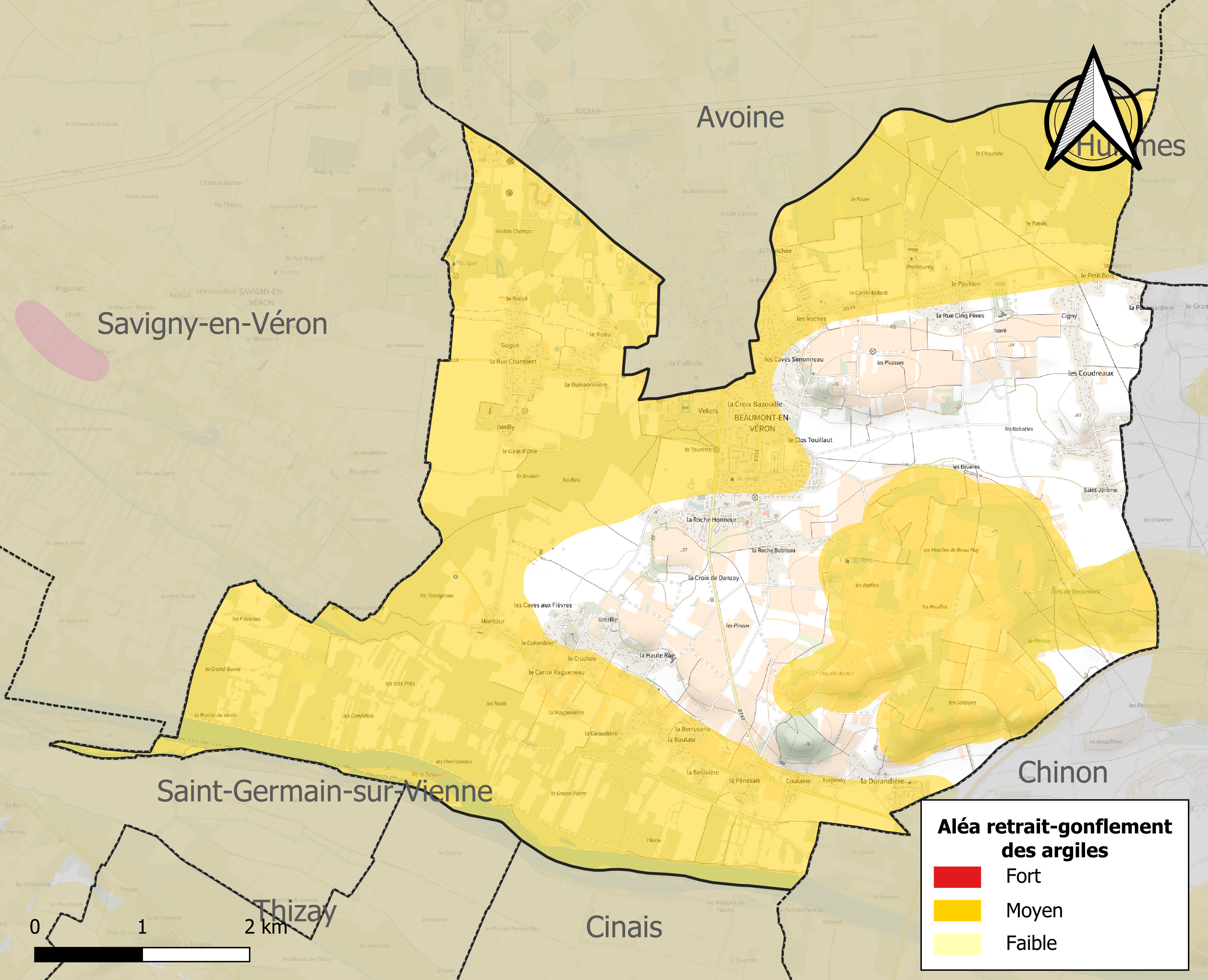
Carte des zones d'aléa retrait-gonflement des sols argileux de Beaumont-en-Véron.

La commune est vulnérable au risque de mouvements de terrains constitué principalement du retrait-gonflement des sols argileux. Cet aléa est susceptible d'engendrer des dommages importants aux bâtiments en cas d’alternance de périodes de sécheresse et de pluie. 72 % de la superficie communale est en aléa moyen ou fort (90,2 % au niveau départemental et 48,5 % au niveau national). Sur les 1 390 bâtiments dénombrés sur la commune en 2019, 928 sont en aléa moyen ou fort, soit 67 %, à comparer aux 91 % au niveau départemental et 54 % au niveau national. Une cartographie de l'exposition du territoire national au retrait gonflement des sols argileux est disponible sur le site du BRGM,.
Concernant les mouvements de terrains, la commune a été reconnue en état de catastrophe naturelle au titre des dommages causés par la sécheresse en 2003 et 2005 et par des mouvements de terrain en 1999 et 2013.

#### Risques technologiques
Une partie du territoire de la commune est en outre située en aval d'une digue. À ce titre elle est susceptible d’être touchée par l’onde de submersion consécutive à la rupture de cet ouvrage.
En cas d’accident grave, certaines installations nucléaires sont susceptibles de rejeter dans l’atmosphère de l’iode radioactif. La commune étant située dans le périmètre réflexe de 2 km autour de la centrale nucléaire de Chinon, elle est exposée au risque nucléaire. À ce titre les habitants de la commune ont bénéficié, à titre préventif, d'une distribution de comprimés d’iode stable dont l’ingestion avant rejet radioactif permet de pallier les effets sur la thyroïde d’une exposition à de l’iode radioactif. En cas d'incident ou d'accident nucléaire, des consignes de confinement ou d'évacuation peuvent être données et les habitants peuvent être amenés à ingérer, sur ordre du préfet, les comprimés en leur possession.

## Toponymie
La commune s'est appelée Bellis Mons, puis Bellis Montis en 1290, d'où le nom de ses habitants : les Bellimontois et les Bellimontoises. Puis elle a pris définitivement son nom, Beaumont-en-Véron, en 1314.

## Histoire
La famille du Commandeur de l'Ile Bouchard Isaac de Razilly (Gouverneur de Nouvelle-France) possédait plusieurs châteaux dont un à Beaumont-en-Véron, un à Cuon et également un à Roiffé alors généralité de Touraine.

## Politique et administration

### Tendances politiques et résultats
| Scrutin             | Scrutin             | 1er tour | 1er tour | 1er tour | 1er tour | 1er tour | 1er tour | 1er tour | 1er tour | 1er tour | 1er tour | 1er tour | 1er tour | 2d tour | 2d tour | 2d tour | 2d tour | 2d tour | 2d tour |
| Scrutin             | Scrutin             | 1er      | 1er      | %        | 2e       | 2e       | %        | 3e       | 3e       | %        | 4e       | 4e       | %        | 1er     | 1er     | %       | 2e      | 2e      | %       |
| ------------------- | ------------------- | -------- | -------- | -------- | -------- | -------- | -------- | -------- | -------- | -------- | -------- | -------- | -------- | ------- | ------- | ------- | ------- | ------- | ------- |
| Présidentielle 2017 | Présidentielle 2017 |          | LFI      | 24,53    |          | EM       | 23,83    |          | FN       | 18,54    |          | LR       | 13,85    |         | EM      | 70,25   |         | FN      | 29,75   |
| Présidentielle 2022 | Présidentielle 2022 |          | LREM     | 28,16    |          | RN       | 23,34    |          | LFI      | 19,34    |          | PCF      | 4,88     |         | LREM    | 59,81   |         | RN      | 40,19   |
| Législatives 2022   | 4e                  |          | PS-Nupes | 34,30    |          | RE-Ens   | 24,91    |          | RN       | 19,71    |          | LR       | 9,73     |         | PS      | 59,09   |         | RE      | 40,91   |
| Législatives 2024   | 4e                  |          | PS-NFP   | 33,85    |          | RN       | 32,31    |          | RE-Ens   | 24,31    |          | LR       | 8,57     |         | PS      | 58,58   |         | RN      | 41,42   |

### Liste des maires
| Période                                  | Période                    | Identité        | Étiquette | Qualité     |
| ---------------------------------------- | -------------------------- | --------------- | --------- | ----------- |
| 1995                                     | 2008                       | Gilles Rouiller |           |             |
| 2008                                     | mai 2020                   | Bernard Chateau | DVD       | Retraité    |
| mai 2020                                 | En cours (au 15 juin 2020) | Vincent Naulet  | DVD       | Viticulteur |
| Les données manquantes sont à compléter. |                            |                 |           |             |

### Politique environnementale
Dans son palmarès 2016, le Conseil national des villes et villages fleuris de France a attribué deux fleurs à la commune au Concours des villes et villages fleuris.

## Population et société

### Démographie
L'évolution du nombre d'habitants est connue à travers les recensements de la population effectués dans la commune depuis 1793. Pour les communes de moins de 10 000 habitants, une enquête de recensement portant sur toute la population est réalisée tous les cinq ans, les populations de référence des années intermédiaires étant quant à elles estimées par interpolation ou extrapolation. Pour la commune, le premier recensement exhaustif entrant dans le cadre du nouveau dispositif a été réalisé en 2005.

En 2022, la commune comptait 2 719 habitants, en évolution de +0,74 % par rapport à 2016 (Indre-et-Loire : +1,67 %, France hors Mayotte : +2,11 %).
| 1793  | 1800  | 1806  | 1821  | 1831  | 1836  | 1841  | 1846  | 1851  |
| ----- | ----- | ----- | ----- | ----- | ----- | ----- | ----- | ----- |
| 1 480 | 1 515 | 1 748 | 1 753 | 1 863 | 1 904 | 1 808 | 1 842 | 1 835 |

| 1856  | 1861  | 1866  | 1872  | 1876  | 1881  | 1886  | 1891  | 1896  |
| ----- | ----- | ----- | ----- | ----- | ----- | ----- | ----- | ----- |
| 1 783 | 1 777 | 1 718 | 1 632 | 1 572 | 1 530 | 1 500 | 1 422 | 1 360 |

| 1901  | 1906  | 1911  | 1921  | 1926  | 1931  | 1936  | 1946  | 1954  |
| ----- | ----- | ----- | ----- | ----- | ----- | ----- | ----- | ----- |
| 1 393 | 1 432 | 1 411 | 1 282 | 1 146 | 1 092 | 1 121 | 1 098 | 1 259 |

| 1962  | 1968  | 1975  | 1982  | 1990  | 1999  | 2005  | 2006  | 2010  |
| ----- | ----- | ----- | ----- | ----- | ----- | ----- | ----- | ----- |
| 1 855 | 1 967 | 1 916 | 2 459 | 2 569 | 2 757 | 2 808 | 2 812 | 2 793 |

| 2015  | 2020  | 2022  | - | - | - | - | - | - |
| ----- | ----- | ----- | - | - | - | - | - | - |
| 2 699 | 2 685 | 2 719 | - | - | - | - | - | - |

### Enseignement
Beaumont-en-Véron se situe dans l'Académie d'Orléans-Tours (Zone B) et dans la circonscription de Chinon.
La commune compte une école maternelle (école La Souris Verte) et une école élémentaire.

## Lieux et monuments
- Île à Seguin
- Château de Coulaine
- Château de Détilly
- Château d'Isoré
- Château de Pontourny, devenu en 2016 le premier centre de déradicalisation ouvert par l'État en France[38].
- Château de Razilly
- Château de Velors
- Manoir de la Courtinière (XVIe siècle)
- Manoir de Montour

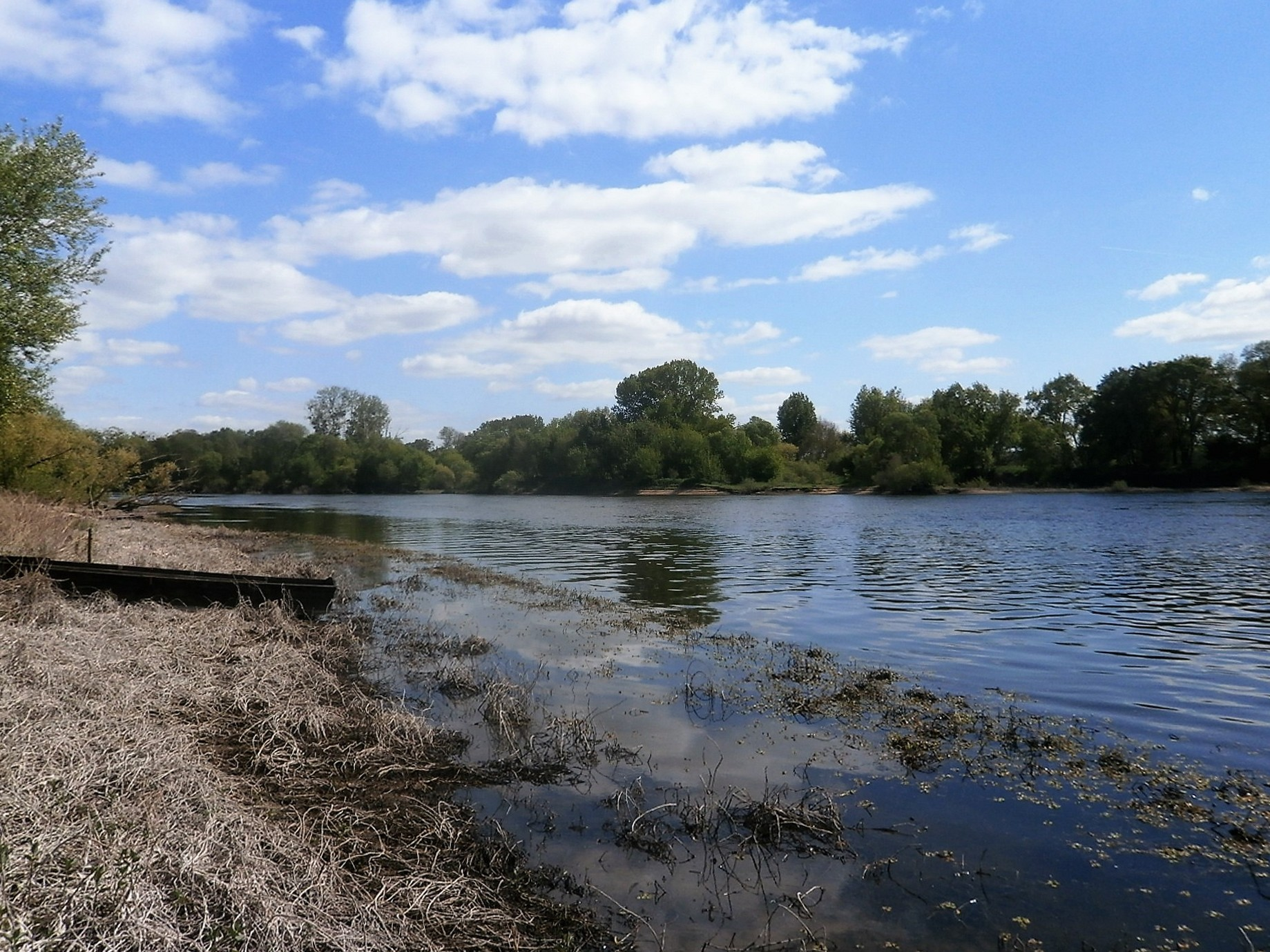
Île à Seguin.
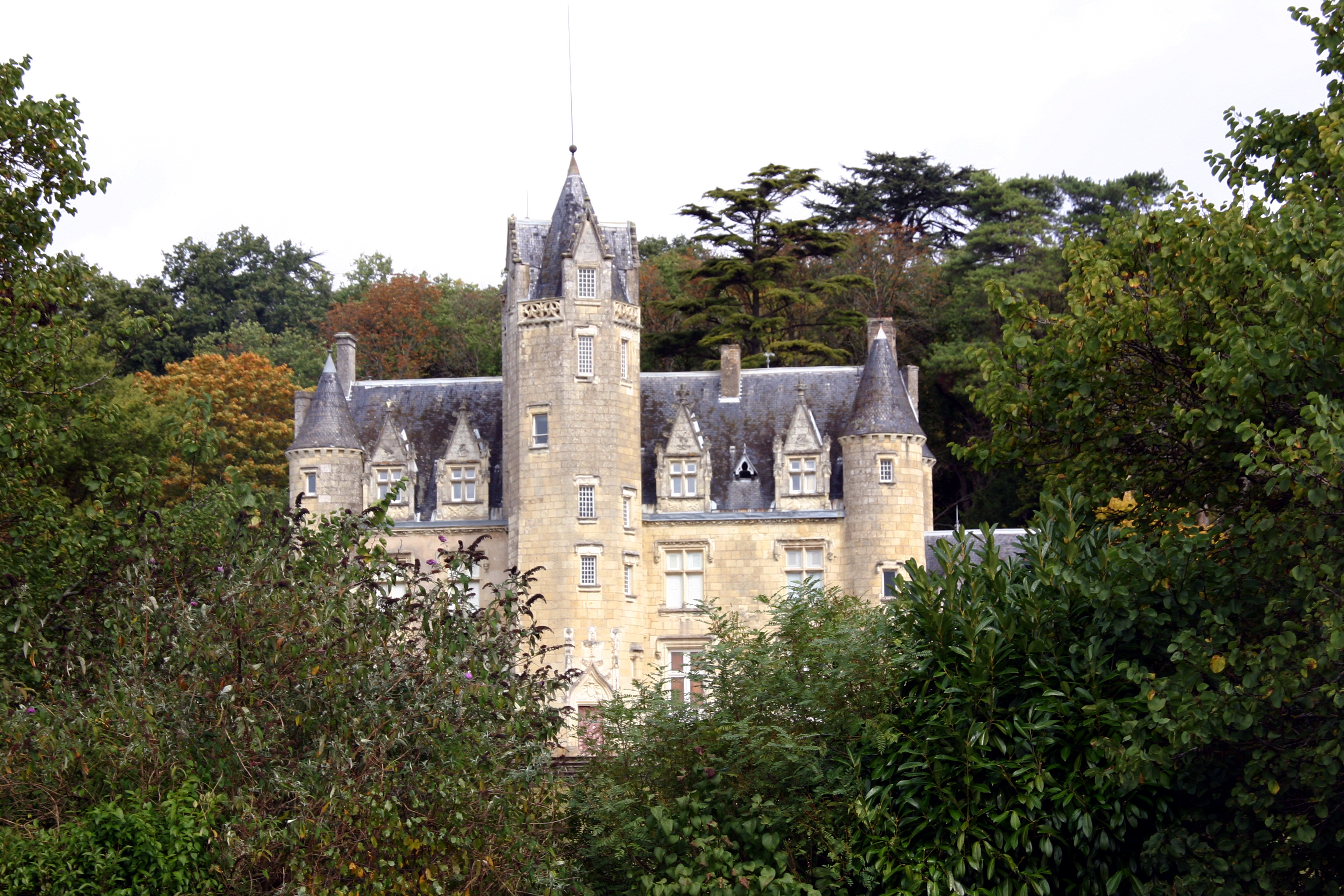
Château de Coulaine.
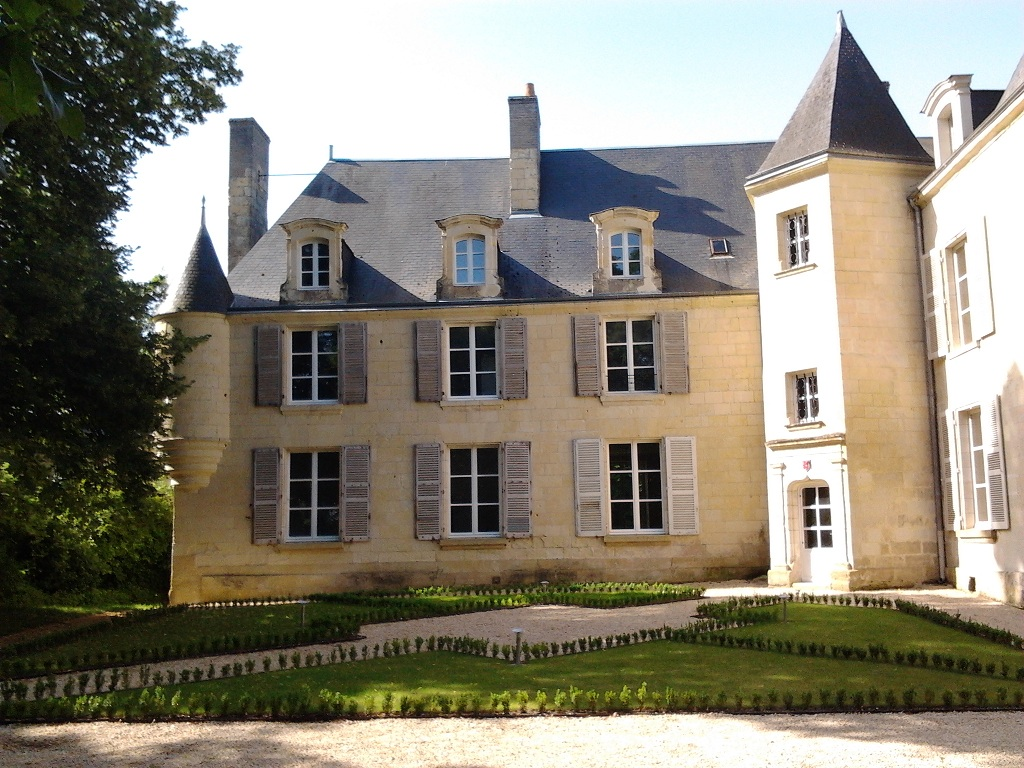
Château d'Isoré.
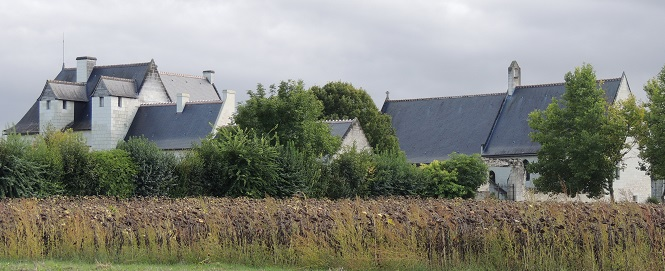
Château de Razilly.
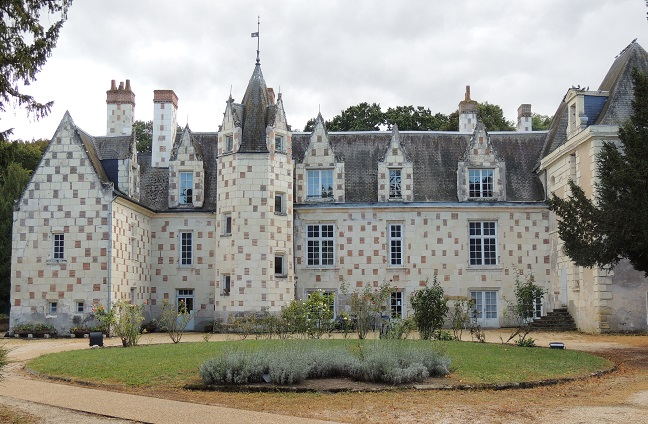
Château de Velors.
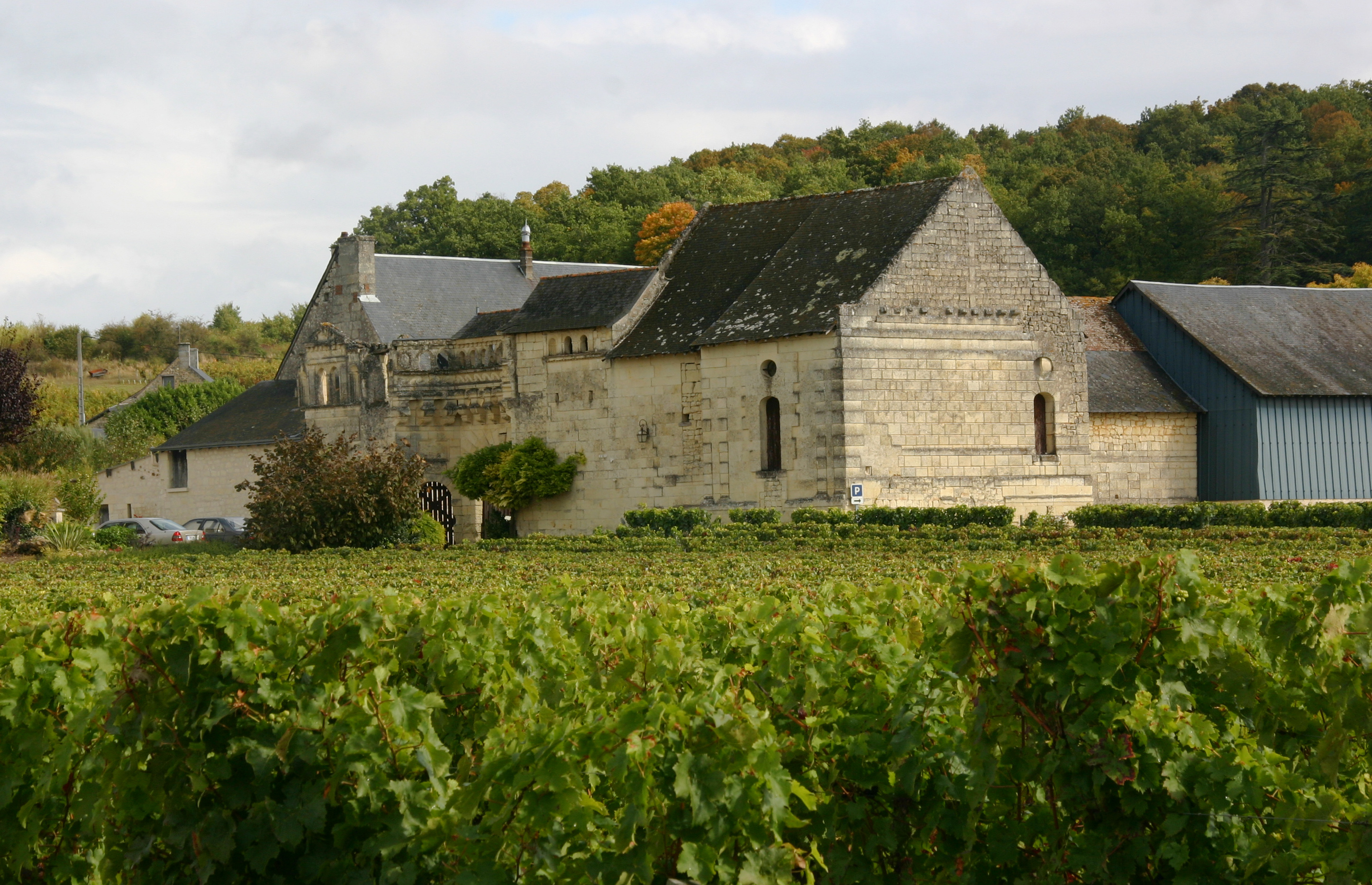
Manoir de la Courtinière.

## Personnalités liées à la commune
- Le comédien et humoriste Thomas VDB, lycéen à Chinon, a passé son adolescence à Beaumont à la fin des années 1990[39].

## Pour approfondir